# Dictyosoma rubrimaculatum
Dictyosoma rubrimaculatum és una espècie de peix de la família dels estiquèids i de l'ordre dels perciformes.
És un peix marí, associat als esculls i de clima subtropical, el qual viu al Pacífic nord-occidental: les zones submareals d'esculls rocallosos des del Japó fins al mar de la Xina Oriental i la península de Corea.
És inofensiu per als humans.

## Descripció
- Fa 17,9 cm de llargària màxima.
- 48-55 espines i 6-10 radis tous a l'aleta dorsal.
- 2 espines i 36-40 radis tous a l'aleta anal.
- 61-66 vèrtebres.[5]